# Archaiczny Homo sapiens

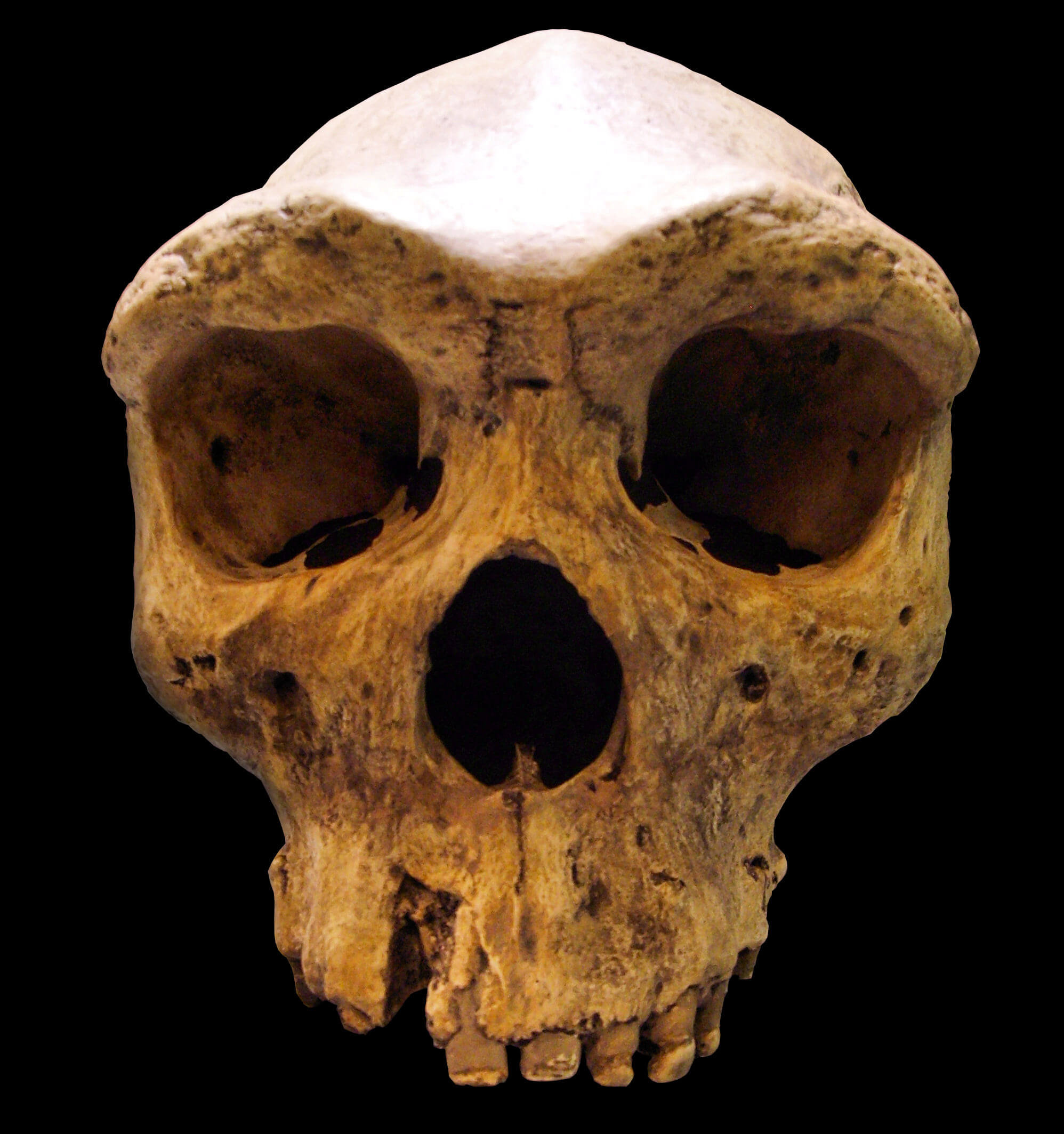
Homo rhodesiensis datowany na 300 – 125 tys. lat

Archaiczny Homo sapiens – nieściśle zdefiniowane pojęcie używane do opisania różnych Homo, przeciwstawianych ludziom anatomicznie współczesnym (Homo sapiens sapiens), w okresie zaczynającym się 500 000 lat temu. Do grupy tej zalicza się Homo heidelbergensis, Homo rhodesiensis, Homo antecessor, Homo helmei i Homo neanderthalensis (jako późny archaiczny Homo sapiens).